# 杨慎名
杨慎名（？—747年），唐朝官员。华州华阴县人，隋炀帝的玄孙，杨隆礼的儿子。
宰相以杨慎餘、杨慎矜，杨慎名三人勤恪清白有父风，杨慎名授大理评事，摄监察御史，充任含嘉仓出纳使。杨慎名专知京仓，承皇帝之恩，征收苛刻。天宝六载（747年），李林甫、御史中丞王鉷构陷杨慎矜，京兆士曹吉温去洛阳收捕杨慎矜之兄杨慎餘、杨慎矜之弟洛阳令杨慎名审讯。十一月二十五日，唐玄宗下诏赐杨慎矜、杨慎餘、杨慎名自尽。
御史颜真卿送敕至东都，殿中侍御史崔寓带来杨慎名，令河南法曹张万顷宣敕。杨慎名见杨慎矜赐自尽，抚膺而哭，听到自己和杨慎餘也被赐死，于是停止痛哭。宣敕结束，杨慎名说：“今奉圣恩，不敢耽搁片刻，但以寡姊老年，请让我写信数行来诀别。”崔寓拜问颜真卿，颜真卿允许。杨慎名神色不变，要来筆，入房中作书：“拙于谋运，不能静退。兄弟并命，唯姊尚存，老年孤茕，何以堪此！”书后又写下数条事。他原来在宅中作一板池，池中的鱼全部放了，随后自缢而死。
杨慎名曾经照镜子，见自己须面神彩，有过于其他人，盖上镜子叹道：「吾兄弟三人，都身高六尺有餘，有如此材貌，被當世見容保全，难啊！为什么不让我体弱呢？」世人哀痛其言。